# Deborah Markowitz
Deborah Markowitz (* 14. September 1961 in Tarrytown, New York) ist eine US-amerikanische Juristin und Politikerin, die von 1999 bis 2011 Secretary of State von Vermont war. Sie war die zweite Frau in dieser Position, jedoch die erste, die in dieses Amt gewählt wurde.

## Leben
Deborah Markowitz wurde in Tarrytown, New York geboren. Ihren Bachelor erwarb sie im Jahr 1983 an der University of Vermont, den Doktor der Rechte mit der Auszeichnung Magna cum laude im Jahr 1987 am Georgetown University Law Center. Anschließend war sie von 1987 bis 1988 als Clerk von Richterin Louis Peck am Vermont Supreme Court tätig. Als Anwältin trat sie im Jahr 1988 in die Anwaltspraxis Langrock, Sperry, Parker and Wool ein. Sie blieb bis 1990. Nach der Gründung des Vermont League of Cities and Towns Municipal Law Center im Jahr 1990 war sie die erste Direktorin des Centers und verfasste diverse Bücher und Schriften zum Thema Kommunalrecht sowie Vorträge zum Stadtrecht auf lokaler und nationaler Ebene und zur Ethik in der Regierung. Zu ihren Veröffentlichungen zählen das Citizen’s Guide to Town Meeting und das Moderators Handbook, für die Stadt- und Gemeindeversammlungen.
Als Mitglied der Demokratischen Partei hatte Markowitz verschiedene Ämter inne. Sie war im Girl Scout Council, der Central Vermont Community Action Agency und dem Vermont Women’s Business Center Advisory Board. Im Jahr 1998 wurde Markowitz zur 37. Secretary of State von Vermont gewählt und war damit nach Helen E. Burbank die zweite Frau in diesem Amt, jedoch die erste Frau, die in dieses Amt gewählt wurde, da Helen E. Burbank nach dem Rücktritt ihres Vorgängers für die Übergangszeit zur Secretary of State ernennt wurde. Deborah Markowitz war die Präsidentin der National Association of Secretaries of State im Jahr 2006 und wurde in das Advisory Board of the National Election Assistance Commission berufen.
Während ihrer Amtszeit als Secretary of State gründete sie das Safe at Home program, ein Hilfsprogramm für die Opfer von häuslicher Gewalt, Vergewaltigung oder Stalking. Ihr Büro half Menschen, die sich durch die damit verbundenen öffentlichen Aufzeichnungen verfolgt sahen und die am stärksten gefährdeten Opfer konnten ihre Büro-Adresse als ihre Anschrift nutzen und dann wurde die Post an einen vertraulichen Ort weitergeleitet. Auch war sie als Anwältin für Frauen in Führungspositionen tätig, da sie die Meinung vertritt, dass Frauen in Führungspositionen eine Bereicherung darstellen. Markowitz ist die Gründerin der Women's Leadership Initiative, welche Frauen unterstützt, die für öffentliche Ämter kandidieren.
Im Jahr 2010 bewarb sie sich um die Nominierung ihrer Partei für die Wahl zum Gouverneur von Vermont, belegte aber in der Primary aber nur den dritten Platz. Nominiert wurde Peter Shumlin, der dann auch die Wahl gewann. Im Januar 2011 wurde Markowotz von Gouverneur Shumlin zur Secretary der Vermont Agency of Natural Resources ernannt, der Agentur, die für den Schutz der Umwelt, der natürlichen Ressourcen der Tierwelt und der Wälder und State Parks von Vermont zuständig ist.
Deborah Markowitz ist verheiratet, das Paar lebt in Montpelier, Vermont und hat drei Kinder.